# Batalha do Helesponto
Batalha do Helesponto é a designação de dois combates navais consecutivos travados em julho de 324 entre a frota do imperador romano Constantino, o Grande (r. 306–337), liderada por seu primogênito Crispo, e uma frota maior, sob o almirante do imperador Licínio (r. 308–324), Abanto (ou Amando). Crispo, apesar de possuir menos navios, logrou usar a estreita topografia do Helesponto a seu favor, conseguindo afundar muitos navios da frota desordenada de Abanto. Este reorganizou seus efetivos e no dia seguinte travou novo confronto contra a frota constantiniana, porém uma tempestade arrasou grande parte de seus navios, levando Crispo a uma vitória esmagadora.
Essa vitória possibilitou a Constantino prosseguir em seu cerco em curso à cidade de Bizâncio (atual Istambul, na Turquia), no Bósforo. Diante da forte pressão, e com sua frota perdida, Licínio viu-se obrigado a fugir através do estreito em direção à Anatólia, onde reagrupou seus soldados remanescentes em sua última tentativa de parar seu rival. Ele seria derrotado decisivamente na Batalha de Crisópolis, que poria fim às Guerras Civis da Tetrarquia e estabeleceria Constantino como governante único.

## Contexto
Constantino havia derrotado Licínio numa guerra anterior oito anos antes, nas batalhas de Cíbalas e Campo Ardiense, tendo Constantino conquistado toda a península Balcânica, com exceção da Trácia. Foi estabelecido um acordo de paz rapidamente, o qual colocou Constantino em uma posição superior à de Licínio, mas as relações entre os dois continuaram instáveis. Já em 323, Constantino estava pronto para reiniciar o conflito e, quando seu exército, que estava perseguindo um bando invasor de visigodos (ou de sármatas), atravessou a fronteira do território de Licínio, um oportuno casus belli se fez presente. A reação de Licínio à invasão foi totalmente hostil, o que incitou Constantino a continuar na ofensiva. Ele invadiu a Trácia com toda sua força e, apesar de sua força ser menor que a de Licínio, estava repleta de veteranos de muitas batalhas. Além disso, como ele controlava agora a Ilíria, tinha acesso aos melhores recrutas do império.

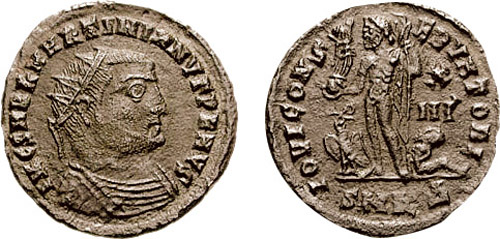
Fólis de Cízico com efígie de Marciniano r.

Após sua derrota na Batalha de Adrianópolis, Licínio e seu exército principal recuaram para a cidade de Bizâncio. Ali deixou uma forte guarnição e cruzou o Bósforo com a maior parte de suas tropas. Para manter sua força em Bizâncio e para assegurar sua linha de comunicação entre a capital e seu exército na Ásia Menor, se tornou imperativo para Licínio manter o controle dos estreitos que separavam a Trácia da Bitínia (Bósforo) e da Mísia (Helesponto).
Se quisesse cruzar para a Ásia para destruir a resistência de Licínio, Constantino teria também que conquistar o controle marítimo dos estreitos. O exército principal de Licínio estava no Bósforo para vigiá-lo enquanto que o grosso de sua marinha se deslocou para cobrir o estreito do Helesponto. Ele também juntou uma segunda força sob seu recém-elevado coimperador Marciniano (r. 324) em Lâmpsaco (atual Lapseki) na costa asiática do Helesponto.

## A batalha

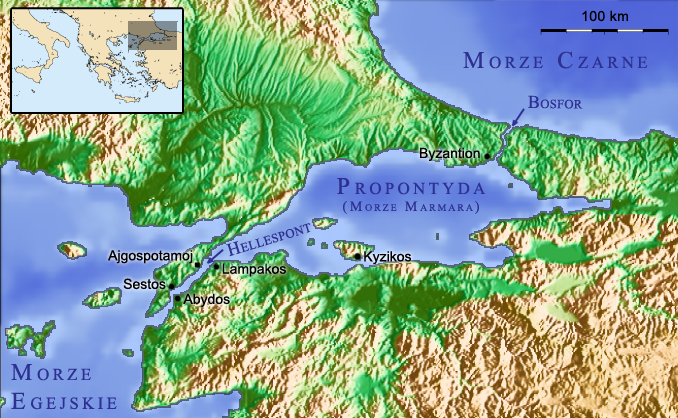
Os estreitos de Helesponto e Bósforo demarcando o Propôntida.

Enquanto Constantino estava liderando o cerco a Bizâncio, Crispo recebeu ordens para liderar a frota em direção ao Helesponto (atual Dardanelos), onde bloquearia o inimigo. Ele decidiu entrar no estreito com apenas 80 de seus navios, enquanto o almirante de Licínio, Abanto comandou 200 navios, com clara intensão de cercar a frota inimiga. A opção de Abanto, contudo, provar-se-ia errada, com o tamanho de sua frota mais atrapalhando do que ajudando no apertado estreito. Crispo conseguiu utilizar seus esquadrões mais compactos para sobrepujar a desengonçada armada adversária, afundando muitos dos navios de Licínio. A batalha terminou ao anoitecer, com Abanto sendo obrigado a dirigir seus navios para Eanto, enquanto outros encontraram refúgio em Eleu, em Calípolis.
Abanto recuou para a ponta leste do Helesponto para reagrupar sua frota. Crispo, por sua vez, aumentou sua frota com reforços vindos do mar Egeu e as duas frotas se re-encontraram no dia seguinte. Este segundo combate se deu perto de Calípolis e, para sorte de Crispo, uma tempestade arruinou muitos dos navios de Licínio que estavam ainda ancorados na costa; segundo Zósimo, a tempestade teria provocado a destruição de 130 navios e a perda de 5 000 homens. A nau de Abanto afundou e ele só conseguiu se salvar nadando até a costa. O resultado final foi que toda frota de Licínio, com exceção de quatro navios, foi destruída, afundada ou capturada, uma vitória contundente de Constantino.

## Resultado

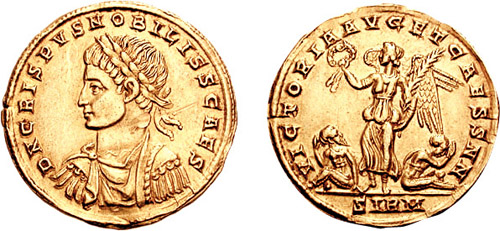
Soldo de Crispo r. emitido em Sirmio para celebrar a vitória de Constantino sobre os godos em 323

A vitória de Crispo possibilitou que Constantino recebesse os recursos necessários para continuar seu cerco a Bizâncio. Com este novo revés, Licínio ordenou que seus soldados atravessassem para a Ásia, onde pretendia reagrupá-los. A vitória naval permitiu que Constantino transportasse seu exército para a Ásia Menor, utilizando-se uma frota de transportes leves para evitar as forças de Marciniano. O exército de Constantino finalmente derrotou Licínio na Batalha de Crisópolis, próximo da Calcedônia, a última batalha da guerra civil entre ambos. Bizâncio e Calcedônia capitularam e Licínio rendeu-se na Nicomédia, o que garantiu a Constantino o controle único do Império Romano.